# Copa de baloncesto de Alemania 2018
La 51ª edición de la Copa de baloncesto de Alemania (en alemán Deutscher Pokalsieger y conocida popularmente como BBL-Pokal) se celebró en Ulm del 17 al 18 de febrero de 2018.

## Clasificación
Lograban la clasificación para disputar la BBL-Pokal los seis primeros clasificados de la Basketball Bundesliga al final de la primera vuelta de la competición. El ratiopharm Ulm como organizador accedió directamente a la Final Four.
| Pos. | Equipo                 | PJ | G  | P | PF   | PC   | DP   | Pts | Clasificación    |
| ---- | ---------------------- | -- | -- | - | ---- | ---- | ---- | --- | ---------------- |
| 1    | Bayern de Múnich       | 16 | 15 | 1 | 1372 | 1099 | +273 | 30  | Cabezas de serie |
| 2    | Alba Berlin            | 16 | 12 | 4 | 1358 | 1175 | +183 | 24  | Cabezas de serie |
| 3    | MHP Riesen Ludwigsburg | 16 | 12 | 4 | 1350 | 1173 | +177 | 24  | Cabezas de serie |
| 4    | Medi Bayreuth          | 16 | 11 | 5 | 1337 | 1274 | +63  | 22  |                  |
| 5    | Brose Bamberg          | 16 | 10 | 6 | 1313 | 1180 | +133 | 20  |                  |
| 6    | Skyliners Frankfurt    | 16 | 10 | 6 | 1248 | 1215 | +33  | 20  |                  |

 Fuente: Easycredit BBL

## Cuadro final
El sorteo para la ronda de clasificación se efectuó el 7 de enero de 2018.
|  | Cuartos de final 20–21 de enero | Cuartos de final 20–21 de enero |                  |    | Semifinales 17 de febrero | Semifinales 17 de febrero |  |  | Final 18 de febrero | Final 18 de febrero |
|  |                                 |                                 |                  |    |                           |                           |  |  |                     |                     |
|  |                                 |                                 |                  |    |                           |                           |  |  |                     |                     |
|  |                                 |                                 |                  |    |                           |                           |  |  |                     |                     |
|  | Bayern de Múnich (OT)           | 101                             |                  |    |                           |                           |  |  |                     |                     |
|  | Bayern de Múnich (OT)           | 101                             |                  |    |                           |                           |  |  |                     |                     |
|  | Brose Bamberg                   | 97                              |                  |    |                           |                           |  |  |                     |                     |
|  | Brose Bamberg                   | 97                              | Bayern de Múnich | 84 |                           |                           |  |  |                     |                     |
|  |                                 |                                 | Bayern de Múnich | 84 |                           |                           |  |  |                     |                     |
|  |                                 |                                 | ratiopharm Ulm   | 73 |                           |                           |  |  |                     |                     |
|  |                                 |                                 | ratiopharm Ulm   | 73 |                           |                           |  |  |                     |                     |
|  |                                 |                                 |                  |    |                           |                           |  |  |                     |                     |
|  |                                 |                                 |                  |    |                           |                           |  |  |                     |                     |
|  | Bayern de Múnich                | 80                              |                  |    |                           |                           |  |  |                     |                     |
|  | Bayern de Múnich                | 80                              |                  |    |                           |                           |  |  |                     |                     |
|  |                                 | Alba Berlin                     | 75               |    |                           |                           |  |  |                     |                     |
|  | Skyliners Frankfurt             | Alba Berlin                     | 75               | 74 |                           |                           |  |  |                     |                     |
|  | Skyliners Frankfurt             |                                 |                  | 74 |                           |                           |  |  |                     |                     |
|  | Medi Bayreuth                   | 96                              |                  |    |                           |                           |  |  |                     |                     |
|  | Medi Bayreuth                   | 96                              | Medi Bayreuth    | 74 |                           |                           |  |  |                     |                     |
|  |                                 |                                 | Medi Bayreuth    | 74 |                           |                           |  |  |                     |                     |
|  |                                 | Alba Berlin                     | 96               |    | Tercer y cuarto puesto    | Tercer y cuarto puesto    |  |  |                     |                     |
|  | Alba Berlin                     | Alba Berlin                     | 96               | 78 | Tercer y cuarto puesto    | Tercer y cuarto puesto    |  |  |                     |                     |
|  | Alba Berlin                     |                                 |                  | 78 |                           |                           |  |  |                     |                     |
|  | MHP Riesen Ludwigsburg          | 73                              |                  |    |                           |                           |  |  |                     |                     |
|  | MHP Riesen Ludwigsburg          | 73                              | ratiopharm Ulm   | 81 |                           |                           |  |  |                     |                     |
|  |                                 |                                 |                  |    |                           |                           |  |  |                     |                     |
|  | Medi Bayreuth                   | 79                              |                  |    |                           |                           |  |  |                     |                     |
|  | Medi Bayreuth                   | 79                              |                  |    |                           |                           |  |  |                     |                     |

## Cuartos de final
| 20 de enero de 2018 | Skyliners Frankfurt                                              | 74–96                                 | Medi Bayreuth                                         | |  |
| 18:00               | Parciales: 16–31, 17–29, 22–19, 19–17                            | Parciales: 16–31, 17–29, 22–19, 19–17 | Parciales: 16–31, 17–29, 22–19, 19–17                 | |  |
|                     | Estadísticas Robertson, Webster 15 Mike Morrison 6 Tai Webster 6 | Reporte Pts Reb Asts                  | Estadísticas Gabe York 20 Linhart, York 6 Gabe York 5 | Pabellón: Fraport Arena, Frankfurt Asistencia: 4,740 espectadores Árbitros: Anne Panther, Martin Matip, Christof Madinger |  |

| 21 de enero de 2018 | Alba Berlin                                               | 78–73                                 | MHP Riesen Ludwigsburg                                                   | |  |
| 15:00               | Parciales: 20–28, 15–14, 23–11, 20–20                     | Parciales: 20–28, 15–14, 23–11, 20–20 | Parciales: 20–28, 15–14, 23–11, 20–20                                    | |  |
|                     | Estadísticas Marius Grigonis 21 Luke Sikma 7 Luke Sikma 9 | Reporte Pts Reb Asts                  | Estadísticas Adika Peter-McNeilly 21 Johannes Thiemann 7 Thomas Walkup 7 | Pabellón: Mercedes-Benz Arena, Berlin Asistencia: 6,105 espectadores Árbitros: Moritz Reiter, Toni Rodriguez, Benjamin Barth |  |

| 21 de enero de 2018 | Bayern Munich                                                  | 101–97                                              | Brose Bamberg                                                     | |  |
| 19:00               | Parciales: 25–30, 15–10, 25–21, 21–25 (T.E.: 15–11)            | Parciales: 25–30, 15–10, 25–21, 21–25 (T.E.: 15–11) | Parciales: 25–30, 15–10, 25–21, 21–25 (T.E.: 15–11)               | |  |
|                     | Estadísticas Reggie Redding 24 Devin Booker 7 Hobbs, Redding 3 | Reporte Pts Reb Asts                                | Estadísticas Daniel Hackett 21 Augustine Rubit 7 Daniel Hackett 4 | Pabellón: Audi Dome, Munich Asistencia: 6,523 espectadores Árbitros: Robert Lottermoser, Nesa Kovačević, Clemens Fritz |  |

## Top Four

### Semifinales
| 17 de febrero de 2018 | Bayern Munich                                                    | 84–73                                 | ratiopharm Ulm                                              | |  |
| 16:00                 | Parciales: 25–22, 16–20, 26–15, 17–16                            | Parciales: 25–22, 16–20, 26–15, 17–16 | Parciales: 25–22, 16–20, 26–15, 17–16                       | |  |
|                       | Estadísticas Jared Cunningham 22 Devin Booker 8 Reggie Redding 6 | Reporte Pts Reb Asts                  | Estadísticas Isaac Fotu 21 Benimon, Lewis 6 Ryan Thompson 3 | Pabellón: Arena Ulm/Neu-Ulm, Ulm Asistencia: 6,200 espectadores Árbitros: Toni Rodriguez, Anne Panther, Nesa Kovačević |  |

| 17 de febrero de 2018 | Medi Bayreuth                                                     | 74–96                                 | Alba Berlin                                           | |  |
| 19:00                 | Parciales: 22–30, 18–19, 11–28, 23–19                             | Parciales: 22–30, 18–19, 11–28, 23–19 | Parciales: 22–30, 18–19, 11–28, 23–19                 | |  |
|                       | Estadísticas Robin Amaize 18 Linhart, Robinson 5 James Robinson 5 | Reporte Pts Reb Asts                  | Estadísticas Luke Sikma 16 Luke Sikma 6 Peyton Siva 8 | Pabellón: Arena Ulm/Neu-Ulm, Ulm Asistencia: 6,200 espectadores Árbitros: Robert Lottermoser, Martin Matip, Moritz Reiter |  |

### Tercer y cuarto puesto
| 18 de febrero de 2018 | ratiopharm Ulm                                                    | 81–79                                 | Medi Bayreuth                                                     | |  |
| 12:00                 | Parciales: 15–14, 25–27, 14–19, 27–19                             | Parciales: 15–14, 25–27, 14–19, 27–19 | Parciales: 15–14, 25–27, 14–19, 27–19                             | |  |
|                       | Estadísticas Ryan Thompson 21 Butler, Thompson 6 Da'Sean Butler 6 | Reporte Pts Reb Asts                  | Estadísticas De'Mon Brooks 17 Andreas Seiferth 6 James Robinson 5 | Pabellón: Arena Ulm/Neu-Ulm, Ulm Asistencia: 5,500 espectadores Árbitros: Anne Panther, Toni Rodriguez, Nesa Kovačević |  |

### Final
| 18 de febrero de 2018 | Bayern Munich                                                    | 80–75                                 | Alba Berlin                                                | |  |
| 15:00                 | Parciales: 19–20, 17–18, 18–21, 26–16                            | Parciales: 19–20, 17–18, 18–21, 26–16 | Parciales: 19–20, 17–18, 18–21, 26–16                      | |  |
|                       | Estadísticas Jared Cunningham 28 Danilo Barthel 6 Stefan Jović 5 | Reporte Pts Reb Asts                  | Estadísticas Luke Sikma 14 Marius Grigonis 5 Peyton Siva 7 | Pabellón: Arena Ulm/Neu-Ulm, Ulm Asistencia: 6,200 espectadores Árbitros: Robert Lottermoser, Moritz Reiter, Martin Matip |  |